# (38717) 2000 QM121
2000 QM121 (asteroide 38717) é um asteroide da cintura principal. Possui uma excentricidade de 0.13815100 e uma inclinação de 20.80620º.
Este asteroide foi descoberto no dia 25 de agosto de 2000 por LINEAR em Socorro.